# موراگاسپیتیا
موراگاسپیتیا (به لاتین:Moragaspitiya) یک منطقهٔ مسکونی در سری‌لانکا است که در استان مرکزی (سری‌لانکا) واقع شده‌است.